# Brzeziny (Podlachie)
Pour les articles homonymes, voir Brzeziny (homonymie).
Brzeziny  est un village polonais de la gmina de Trzcianne dans le powiat de Mońki et dans la voïvodie de Podlachie. Il se situe à environ 8 kilomètres à l'ouest de Trzcianne, à 18 kilomètres au sud-ouest de Mońki et à 53 kilomètres au nord-ouest de Białystok. 
Selon le recenssement de la commune de 1921, ont habité dans le village 430 personnes, dont 423 étaient catholiques et 7 judaïques. Parallèlement, tous habitants ont déclaré avoir la nationalité polonaise. Dans le village, il y avait 76 bâtiments habitables.